# Nuno Rocha
Pour les articles homonymes, voir Rocha.
Nuno Miguel Monteiro Rocha est un footballeur cap-verdien né le 25 mars 1992 à Praia. Il évolue au poste de milieu de terrain.

## Palmarès
- Coupe de Russie : 2018